# 博迪奥洛姆纳戈
博迪奥洛姆纳戈（義大利語：Bodio Lomnago），是意大利瓦雷泽省的一个市镇。总面积4平方公里，人口2097人，人口密度524.3人/平方公里（2009年）。国家统计（ISTAT）代码为012016。

## 世界遗产
它是一个或多个史前干栏屋（或高脚屋）的所在地，是阿尔卑斯山脉周围史前干栏屋的一部分，被联合国教科文组织列为世界遗产。